# Amusurgus fascifrons
Amusurgus fascifrons är en insektsart som beskrevs av Lucien Chopard 1951. Amusurgus fascifrons ingår i släktet Amusurgus och familjen syrsor. Inga underarter finns listade i Catalogue of Life.